# Giải Oscar danh dự
Giải Oscar danh dự (tiếng Anh: Academy Honorary Award) là một hạng mục của giải Oscar, giải thưởng của Viện Hàn lâm Khoa học và Nghệ thuật Điện ảnh Hoa Kỳ. Giải thưởng này được Viện Hàn lâm trao cho những cống hiến trên các lĩnh vực không nằm trong những hạng mục giải Oscar thông thường. Ở giai đoạn đầu, giải thường được trao cho các thành tựu của cá nhân, công ty hoặc tác phẩm được coi là xuất sắc trong năm trao giải nhưng lại không phù hợp với các hạng mục giải thưởng có sẵn, trong giai đoạn sau giải Oscar danh dự thường được trao cho các cá nhân hoặc công ty vì những đóng góp trọn đời của họ. Tuy được trao khá đều đặn nhưng đây không phải là giải thưởng thường niên.

## Danh sách
| Năm            | Người nhận giải                                                            | Lý do |
| Thập niên 1920 | Thập niên 1920                                                             | Thập niên 1920                                                                                                  |
| -------------- | -------------------------------------------------------------------------- | --- |
| 1928/1929      | Charlie Chaplin                                                            | Cho những đóng góp toàn diện trong phim The Circus                                                              |
| 1928/1929      | Warner Bros.                                                               | Cho việc sản xuất The Jazz Singer, bộ phim có tiếng đầu tiên                                                    |
| Thập niên 1930 |                                                                            | |
| 1929/1930      | Không trao                                                                 | Không trao |
| 1930/1931      | Walt Disney                                                                | Cho sự sáng tạo nhân vật Chuột Mickey                                                                           |
| 1931/1932      | Không trao                                                                 | Không trao |
| 1932/1933      | Không trao                                                                 | Không trao |
| 1934           | Shirley Temple                                                             | Cho cống hiến về diễn xuất trong năm 1934                                                                       |
| 1935           | D. W. Griffith                                                             | Cho cống hiến về đạo diễn và sản xuất                                                                           |
| 1936           | W. Howard Greene, Harold Rosson                                            | Cho việc quay những hình ảnh màu của phim The Garden of Allah                                                   |
| 1936           | March of Time                                                              | Cho cống hiến với thể loại phim thời sự                                                                         |
| 1937           | W. Howard Greene                                                           | Cho việc quay những hình ảnh màu của phim A Star Is Born                                                        |
| 1937           | Mack Sennett                                                               | Cho cống hiến về thể loại phim hài                                                                              |
| 1937           | Edgar Bergen                                                               | Cho cống hiến về thể loại phim hài                                                                              |
| 1937           | Thư viện phim của Museum of Modern Art                                     | Vì những cống hiến cho nghiên cứu và sưu tầm phim từ năm 1895                                                   |
| 1938           | Arthur Ball                                                                | Cho cống hiến về nghệ thuật quay phim màu                                                                       |
| 1938           | Harry Warner                                                               | Cho việc sản xuất những phim ngắn về đề tài lịch sử                                                             |
| 1938           | Walt Disney                                                                | Cho việc sản xuất phim Nàng Bạch Tuyết và bảy chú lùn                                                           |
| 1938           | Phần âm thanh và hình ảnh của Spawn of the North                           | |
| 1938           | Oliver T. Marsh, Allen M. Davey                                            | Cho việc quay những hình ảnh màu của Sweethearts                                                                |
| 1939           | Jean Hersholt, Ralph Morgan, Ralph Block, Conrad Nagel Quỹ hỗ trợ điện ảnh | Cho những cống hiến vì sự nghiệp điện ảnh trong năm 1939                                                        |
| 1939           | Technicolor                                                                | Vì sự sản xuất thành công phim màu                                                                              |
| 1939           | Douglas Fairbanks                                                          | Cho những cống hiến cho Viện hàn lâm với tư cách chủ tịch đầu tiên                                              |
| 1939           | William Cameron Menzies                                                    | Cho việc sử dụng hình ảnh màu trong Cuốn theo chiều gió                                                         |
| Thập niên 1940 |                                                                            | |
| 1940           | Bob Hope                                                                   | Cho những cống hiến cho công nghiệp điện ảnh                                                                    |
| 1940           | Nathan Levinson                                                            | Cho những cống hiến cho công nghiệp điện ảnh và quốc phòng                                                      |
| 1941           | Walt Disney, William E. Garity, J. N. A. Hawkins, RCA Manufacturing Co.    | Cho việc sản xuất phim Fantasia                                                                                 |
| 1941           | Leopold Stokowski                                                          | Cho phần âm thanh của Fantasia                                                                                  |
| 1941           | Scott Rey                                                                  | Cho việc sản xuất phim Kukan                                                                                    |
| 1941           | Bộ Thông tin Vương quốc Anh                                                | Cho việc sản xuất phim tài liệu Target for Tonight                                                              |
| 1942           | Hãng MGM                                                                   | Cho việc sản xuất loạt phim Andy Hardy                                                                          |
| 1942           | Charles Boyer                                                              | Cho việc thành lập Quỹ nghiên cứu Pháp (French Research Foundation) ở Los Angeles                               |
| 1942           | Noel Coward                                                                | Cho việc sản xuất phim In Which We Serve                                                                        |
| 1943           | George Pal                                                                 | Cho những cống hiến về sản xuất phim ngắn                                                                       |
| 1944           | Bob Hope                                                                   | Cho những cống hiến vì Viện hàn lâm (Thành viên trọn đời của AMPAS)                                             |
| 1945           | Daniel J. Bloomberg, Republic Studio Republic Sound Department             | Cho những cống hiến về âm thanh của công nghiệp điện ảnh                                                        |
| 1945           | Walter Wanger                                                              | Cho những cống hiến trong 6 năm làm chủ tịch Viện hàn lâm                                                       |
| 1945           | Frank Ross, Mervyn LeRoy                                                   | Cho việc sản xuất phim The House I Live In                                                                      |
| 1946           | Ernst Lubitsch                                                             | Cho những cống hiến vì ngành công nghiệp điện ảnh                                                               |
| 1946           | Harold Russell                                                             | Cho diễn xuất trong The Best Years of Our Lives                                                                 |
| 1946           | Laurence Olivier                                                           | Cho việc sản xuất, đạo diễn và diễn xuất trong Henry V                                                          |
| 1947           | James Baskett                                                              | Cho diễn xuất trong Song of the South                                                                           |
| 1947           | William Selig, Albert E. Smith Thomas Armat, George K. Spoor               | Cho những cống hiến cho nghệ thuật điện ảnh                                                                     |
| 1947           | Bill and Coo                                                               | Cho những đóng góp về nghệ thuật và cốt truyện mà phim đạt được                                                 |
| 1948           | Sid Grauman                                                                | Cho cống hiến về diễn xuất                                                                                      |
| 1948           | Adolph Zukor                                                               | Cho 40 năm cống hiến cho nghệ thuật và công nghiệp điện ảnh                                                     |
| 1948           | Walter Wanger                                                              | Cho việc sản xuất phim Joan of Arc                                                                              |
| 1948           | Sciuscià                                                                   | Cho sự sáng tạo xuất sắc, chứng tỏ chất lượng của điện ảnh Ý                                                    |
| 1948           | Monsieur Vincent                                                           | Phim nói tiếng nước ngoài công chiếu ở Hoa Kỳ xuất sắc nhất năm 1948                                            |
| 1949           | Fred Astaire                                                               | Vì những cống hiến cho thể loại phim ca nhạc                                                                    |
| 1949           | Cecil B. DeMille                                                           | Cho 37 năm cống hiến vì nghệ thuật điện ảnh                                                                     |
| 1949           | Jean Hersholt                                                              | Cho cống hiến vì công nghiệp điện ảnh                                                                           |
| 1949           | Bobby Driscoll                                                             | Cho diễn xuất trong năm 1949                                                                                    |
| 1949           | Ladri di biciclette                                                        | Phim nói tiếng nước ngoài công chiếu ở Hoa Kỳ xuất sắc nhất năm 1949                                            |
| Thập niên 1950 |                                                                            | |
| 1950           | Louis B. Mayer                                                             | Cho cống hiến vì công nghiệp điện ảnh                                                                           |
| 1950           | George Murphy                                                              | Cho cống hiến về diễn xuất                                                                                      |
| 1950           | Au-delà des grilles                                                        | Phim nói tiếng nước ngoài công chiếu ở Hoa Kỳ xuất sắc nhất năm 1950                                            |
| 1951           | Gene Kelly                                                                 | Cho cống hiến với tư cách diễn viên, ca sĩ, đạo diễn và vũ công                                                 |
| 1951           | Rashômon                                                                   | Phim nói tiếng nước ngoài công chiếu ở Hoa Kỳ xuất sắc nhất năm 1951                                            |
| 1952           | Merian C. Cooper                                                           | Cho cống hiến vì nghệ thuật điện ảnh                                                                            |
| 1952           | Bob Hope                                                                   | Cho cống hiến về thể loại phim hài                                                                              |
| 1952           | Harold Lloyd                                                               | Cho cống hiến về thể loại phim hài                                                                              |
| 1952           | George Alfred Mitchell                                                     | Cho việc thiết kế và chế tạo máy quay phim                                                                      |
| 1952           | Joseph M. Schenck                                                          | Cho cống hiến vì công nghiệp điện ảnh                                                                           |
| 1952           | Jeux interdits                                                             | Phim nói tiếng nước ngoài công chiếu ở Hoa Kỳ xuất sắc nhất năm 1952                                            |
| 1953           | Hãng 20th Century-Fox                                                      | Cho cống hiến vì công nghiệp điện ảnh và việc tạo ra CinemaScope                                                |
| 1953           | Bell and Howell                                                            | Cho cống hiến vì công nghiệp điện ảnh                                                                           |
| 1953           | Joseph Breen                                                               | Cho việc thiết lập Luật Điện ảnh (Motion Picture Production Code)                                               |
| 1953           | Pete Smith                                                                 | Cho việc sản xuất loạt phim "Pete Smith Specialties"                                                            |
| 1954           | Bausch & Lomb Optical Co.                                                  | Cho cống hiến vì công nghiệp điện ảnh                                                                           |
| 1954           | Greta Garbo                                                                | Vì những cống hiến về mặt diễn xuất                                                                             |
| 1954           | Danny Kaye                                                                 | Cho cống hiến vì công nghiệp điện ảnh                                                                           |
| 1954           | Kemp Niver                                                                 | Cho việc bảo quản và khôi phục bộ sưu tập phim tại Thư viện Quốc hội Hoa Kỳ                                     |
| 1954           | Jon Whiteley                                                               | Cho diễn xuất trong The Little Kidnappers                                                                       |
| 1954           | Vincent Winter                                                             | Cho diễn xuất trong The Little Kidnappers                                                                       |
| 1954           | Jigokumon                                                                  | Phim nói tiếng nước ngoài công chiếu ở Hoa Kỳ xuất sắc nhất năm 1954                                            |
| 1955           | Miyamoto Musashi                                                           | Phim nói tiếng nước ngoài công chiếu ở Hoa Kỳ xuất sắc nhất năm 1955                                            |
| 1956           | Eddie Cantor                                                               | Cho cống hiến vì công nghiệp điện ảnh                                                                           |
| 1957           | Hiệp hội Kỹ sư Điện ảnh và Truyền hình Hoa Kỳ                              | Cho cống hiến vì công nghiệp điện ảnh                                                                           |
| 1957           | Broncho Billy Anderson                                                     | Cho cống hiến vì công nghiệp điện ảnh                                                                           |
| 1958           | Charles Brackett                                                           | Vì những cống hiến cho Viện Hàn lâm                                                                             |
| 1958           | B. B. Kahane                                                               | Cho cống hiến vì công nghiệp điện ảnh                                                                           |
| 1958           | Maurice Chevalier                                                          | Cho hơn nửa thế kỷ cống hiến cho nghệ thuật giải trí                                                            |
| 1959           | Lee De Forest                                                              | Cho việc sáng tạo những bộ phim có tiếng                                                                        |
| 1959           | Buster Keaton                                                              | Cho diễn xuất ở thể loại phim hài                                                                               |
| Thập niên 1960 |                                                                            | |
| 1960           | Gary Cooper                                                                | Cho những diễn xuất đáng nhớ của công nghiệp điện ảnh                                                           |
| 1960           | Stan Laurel                                                                | Cho những cống hiến ở thể loại phim hài                                                                         |
| 1961           | Fred L. Metzler                                                            | Vì những cống hiến cho Viện Hàn lâm                                                                             |
| 1961           | Jerome Robbins                                                             | Vì những cống hiến cho vũ đạo trong các phim điện ảnh                                                           |
| 1961           | William L. Hendricks                                                       | Cho việc sản xuất phim A Force in Readiness                                                                     |
| 1962           | Không trao                                                                 | Không trao |
| 1963           | Không trao                                                                 | Không trao |
| 1964           | William Tuttle                                                             | Cho việc hóa trang trong 7 Faces of Dr. Lao                                                                     |
| 1965           | Bob Hope                                                                   | Vì những cống hiến cho Viện Hàn lâm và công nghiệp điện ảnh                                                     |
| 1966           | Yakima Canutt                                                              | Vì những cống hiến trong lĩnh vực đóng thế                                                                      |
| 1966           | Y. Frank Freeman                                                           | Vì hơn 30 năm cống hiến cho Viện Hàn lâm                                                                        |
| 1967           | Arthur Freed                                                               | Vì những cống hiến cho Viện Hàn lâm và công nghiệp điện ảnh                                                     |
| 1968           | Onna White                                                                 | Cho việc sáng tạo phần vũ đạo của phim Oliver!                                                                  |
| 1968           | John Chambers                                                              | Cho việc hóa trang trong Planet of the Apes                                                                     |
| 1969           | Cary Grant                                                                 | Cho những cống hiến về diễn xuất                                                                                |
| Thập niên 1970 |                                                                            | |
| 1970           | Lillian Gish                                                               | Cho những cống hiến về diễn xuất                                                                                |
| 1970           | Orson Welles                                                               | Cho những cống hiến vì nghệ thuật và công nghiệp điện ảnh                                                       |
| 1971           | Charlie Chaplin                                                            | Cho những cống hiến vì nghệ thuật và công nghiệp điện ảnh                                                       |
| 1972           | Charles S. Boren                                                           | Vì 38 năm đóng góp cho việc cải thiện quan hệ của nghề diễn viên                                                |
| 1972           | Edward G. Robinson                                                         | Cho những cống hiến về diễn xuất                                                                                |
| 1973           | Henri Langlois                                                             | Cho những cống hiến vì nghệ thuật và công nghiệp điện ảnh                                                       |
| 1973           | Groucho Marx                                                               | Cho những cống hiến vì nghệ thuật và công nghiệp điện ảnh, đặc biệt là thể loại phim hài (thay mặt Anh em Marx) |
| 1974           | Howard Hawks                                                               | Cho cống hiến trên vai trò nhà làm phim                                                                         |
| 1974           | Jean Renoir                                                                | Cho những cống hiến vì nghệ thuật và công nghiệp điện ảnh, truyền hình                                          |
| 1975           | Mary Pickford                                                              | Cho những cống hiến vì nghệ thuật và công nghiệp điện ảnh trên vai trò chỉ đạo nghệ thuật                       |
| 1976           | Không trao                                                                 | Không trao |
| 1977           | Ben Burtt                                                                  | Cho phần hiệu quả âm thanh trong Star Wars                                                                      |
| 1977           | Margaret Booth                                                             | Cho những cống hiến về biên tập phim                                                                            |
| 1978           | Phòng Điện ảnh, Museum of Modern Art                                       | Cho những cống hiến vì nghệ thuật điện ảnh                                                                      |
| 1978           | Walter Lantz                                                               | Cho những cống hiến về thể loại phim hoạt hình                                                                  |
| 1978           | Laurence Olivier                                                           | Cho những cống hiến vì nghệ thuật và công nghiệp điện ảnh                                                       |
| 1978           | King Vidor                                                                 | Cho những cống hiến vì nghệ thuật và công nghiệp điện ảnh                                                       |
| 1979           | Hal Elias                                                                  | Cho những cống hiến vì Viện Hàn lâm                                                                             |
| 1979           | Alec Guinness                                                              | Cho những cống hiến về diễn xuất                                                                                |
| Thập niên 1980 |                                                                            | |
| 1980           | Henry Fonda                                                                | Cho những cống hiến về diễn xuất                                                                                |
| 1981           | Barbara Stanwyck                                                           | Cho những cống hiến về diễn xuất                                                                                |
| 1982           | Mickey Rooney                                                              | Cho những cống hiến về diễn xuất trong 50 năm sự nghiệp                                                         |
| 1982           | Oscar Simpson Award                                                        | Cho cống hiến về hiệu quả đặc biệt trong phim                                                                   |
| 1983           | Hal Roach                                                                  | Cho những đóng góp trong Our Gang                                                                               |
| 1984           | The National Endowment for the Arts                                        | Cho 20 năm đóng góp cho nghệ thuật Hoa Kỳ                                                                       |
| 1984           | James Stewart                                                              | Cho 50 năm cống hiến về mặt diễn xuất                                                                           |
| 1985           | Paul Newman                                                                | Cho những cống hiến về diễn xuất                                                                                |
| 1985           | Alex North                                                                 | Cho việc sáng tác nhạc trong phim                                                                               |
| 1986           | Ralph Bellamy                                                              | Cho những cống hiến về diễn xuất                                                                                |
| 1987           | Không trao                                                                 | Không trao |
| 1988           | Công ty Eastman Kodak                                                      | Vì 100 năm đóng góp cho sự nghiệp điện ảnh                                                                      |
| 1988           | Ủy ban Điện ảnh Canada                                                     | Vì 50 năm đóng góp cho sự nghiệp điện ảnh                                                                       |
| 1989           | Kurosawa Akira                                                             | Cho những cống hiến về đạo diễn và làm phim                                                                     |
| Thập niên 1990 |                                                                            | |
| 1990           | Sophia Loren                                                               | Cho những cống hiến về diễn xuất                                                                                |
| 1990           | Myrna Loy                                                                  | Cho những cống hiến về diễn xuất                                                                                |
| 1991           | Satyajit Ray                                                               | Cho những cống hiến về làm phim                                                                                 |
| 1992           | Federico Fellini                                                           | Cho những cống hiến về đạo diễn và làm phim                                                                     |
| 1993           | Deborah Kerr                                                               | Cho những cống hiến về diễn xuất                                                                                |
| 1994           | Michelangelo Antonioni                                                     | Cho những cống hiến về đạo diễn và làm phim                                                                     |
| 1995           | Kirk Douglas                                                               | Cho 50 năm cống hiến vì công nghiệp và nghệ thuật điện ảnh                                                      |
| 1995           | Chuck Jones                                                                | Cho việc sáng tạo các nhân vật hoạt hình kinh điển                                                              |
| 1996           | Michael Kidd                                                               | Cho những cống hiến vì vũ đạo cho phim                                                                          |
| 1997           | Stanley Donen                                                              | Cho cống hiến vì công nghiệp và nghệ thuật điện ảnh                                                             |
| 1998           | Elia Kazan                                                                 | Cho những cống hiến về đạo diễn và làm phim                                                                     |
| 1999           | Andrzej Wajda                                                              | Cho cống hiến vì công nghiệp và nghệ thuật điện ảnh                                                             |
| Thập niên 2000 |                                                                            | |
| 2000           | Jack Cardiff                                                               | Cho cống hiến vì màu sắc và ánh sáng trong phim                                                                 |
| 2000           | Ernest Lehman                                                              | Cho cống hiến vì công nghiệp và nghệ thuật điện ảnh                                                             |
| 2001           | Sidney Poitier                                                             | Cho cống hiến vì công nghiệp và nghệ thuật điện ảnh                                                             |
| 2001           | Robert Redford                                                             | Cho cống hiến vì công nghiệp và nghệ thuật điện ảnh và việc thành lập Sundance                                  |
| 2002           | Peter O'Toole                                                              | Cho những cống hiến về diễn xuất                                                                                |
| 2003           | Blake Edwards                                                              | Cho cống hiến vì công nghiệp và nghệ thuật điện ảnh                                                             |
| 2004           | Sidney Lumet                                                               | Cho cống hiến vì nghệ thuật điện ảnh                                                                            |
| 2005           | Robert Altman                                                              | Cho những cống hiến về đạo diễn và làm phim                                                                     |
| 2006           | Ennio Morricone                                                            | Cho những cống hiến về nhạc phim                                                                                |
| 2007           | Robert F. Boyle                                                            | Cho những cống hiến về chỉ đạo nghệ thuật                                                                       |
| 2008           | không có                                                                   | không trao thưởng                                                                                               |
| 2009           | Lauren Bacall                                                              | Cho những cống hiến về diễn xuất trong thời kỳ hoàng kim của điện ảnh Hollywood                                 |
| 2009           | Roger Corman                                                               | |
| 2009           | Gordon Willis                                                              | |
| Thập niên 2010 |                                                                            | |
| 2010           | Kevin Brownlow                                                             | |
| 2010           | Jean-Luc Godard                                                            | |
| 2010           | Eli Wallach                                                                | |